# Ḩoseynābād (ort i Kerman, lat 28,83, long 59,04)
Ḩoseynābād (persiska: حسین آباد, Ḩoseynābād-e Khodā Bandeh) är en ort i Iran.   Den ligger i provinsen Kerman, i den sydöstra delen av landet, 1 000 km sydost om huvudstaden Teheran. Ḩoseynābād ligger 603 meter över havet och antalet invånare är 155.
Terrängen runt Ḩoseynābād är platt, och sluttar brant österut. Runt Ḩoseynābād är det glesbefolkat, med 14 invånare per kvadratkilometer. Närmaste större samhälle är Moḩammadābād-e Deh Gārī, 10,3 km sydost om Ḩoseynābād. Trakten runt Ḩoseynābād är ofruktbar med lite eller ingen växtlighet.